# Björntjärnarna, östra, Värmland
Björntjärnarna (den östra) är en sjö i Karlskoga kommun i Värmland och ingår i Göta älvs huvudavrinningsområde.